# Piedmont (Virginie-Occidentale)
Pour les articles homonymes, voir Piedmont.
La ville de Piedmont est située dans le comté de Mineral, dans l'État de Virginie-Occidentale, aux États-Unis. Sa population s’élevait à 876 habitants lors du recensement de 2010, estimée à 835 habitants en 2016.
La charte de Piedmont date de 1856.

## Géographie
Comme son nom le suggère, Piedmont est située au pied des monts Allegheny, sur la rive sud de la North Branch Potomac.

## Démographie
| Groupe            | Piedmont | Virginie-Occidentale | États-Unis |
| ----------------- | -------- | -------------------- | ---------- |
| Blancs            | 77,3     | 93,9                 | 72,4       |
| Noirs             | 17,9     | 3,4                  | 12,6       |
| Métis             | 4,0      | 1,5                  | 2,9        |
| Autres            | 0,8      | 1,2                  | 12,6       |
| Total             | 100      | 100                  | 100        |
| Latino-Américains | 2,1      | 1,2                  | 16,7       |

Selon l'American Community Survey, pour la période 2011-2015, 99,0 % de la population âgée de plus de 5 ans déclare parler l'anglais à la maison, 0,62 % déclare parler une langue chinoise et 0,37 % une autre langue.

## Histoire
La ligne ferroviaire de la Baltimore and Ohio Railroad atteint Piedmont le 21 juillet 1851 et ouvre en 1853. Elle est aujourd'hui gérée par la CSX Transportation.
La localité obtient une charte qui fait d'elle une ville en 1856. Elle était également connue sous le nom de Mount Carbon du fait de la présence de mines de charbon dans les montagnes qui alimentaient les locomotives des compagnies ferroviaires de la région.
Pendant la guerre de Sécession, la ville est l'objet de raids fréquents de la part des McNeill's Rangers (en), une force confédérée qui voulait prendre le contrôle de la ligne ferroviaire.
En 1888, William Luke (en) fonde la West Virginia Paper Company, devenue la NewPage Corporation. Elle est toujours une composante importante de l'économie locale.
Le musicien de jazz Don Redman est né dans la ville en 1900, le professeur d'histoire de Harvard Henry Louis Gates y a grandi, ce qu'il relate dans son livre Colored People en 1994. Steve Whiteman, chanteur du groupe Kix, y est né en 1956.